# لپ‌کرکی رگه‌دار
لُپ‌کُرکی رگه‌دار (نام علمی: Pseudocolaptes boissonneautii) نام یک گونه از سرده لپ‌کرکی است.